# Genterovci
Genterovci (węg. Göntérháza) – wieś w Słowenii, w gminie Lendava. 1 stycznia 2018 liczyła 117 mieszkańców.